# Emmausgemeinschaft St. Pölten

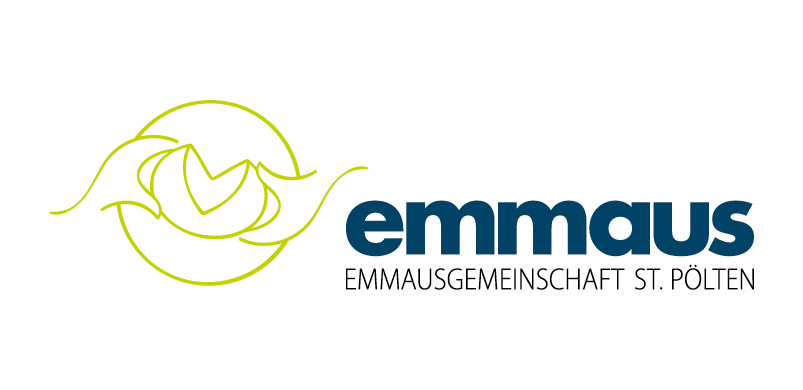
Emmaus-Logo

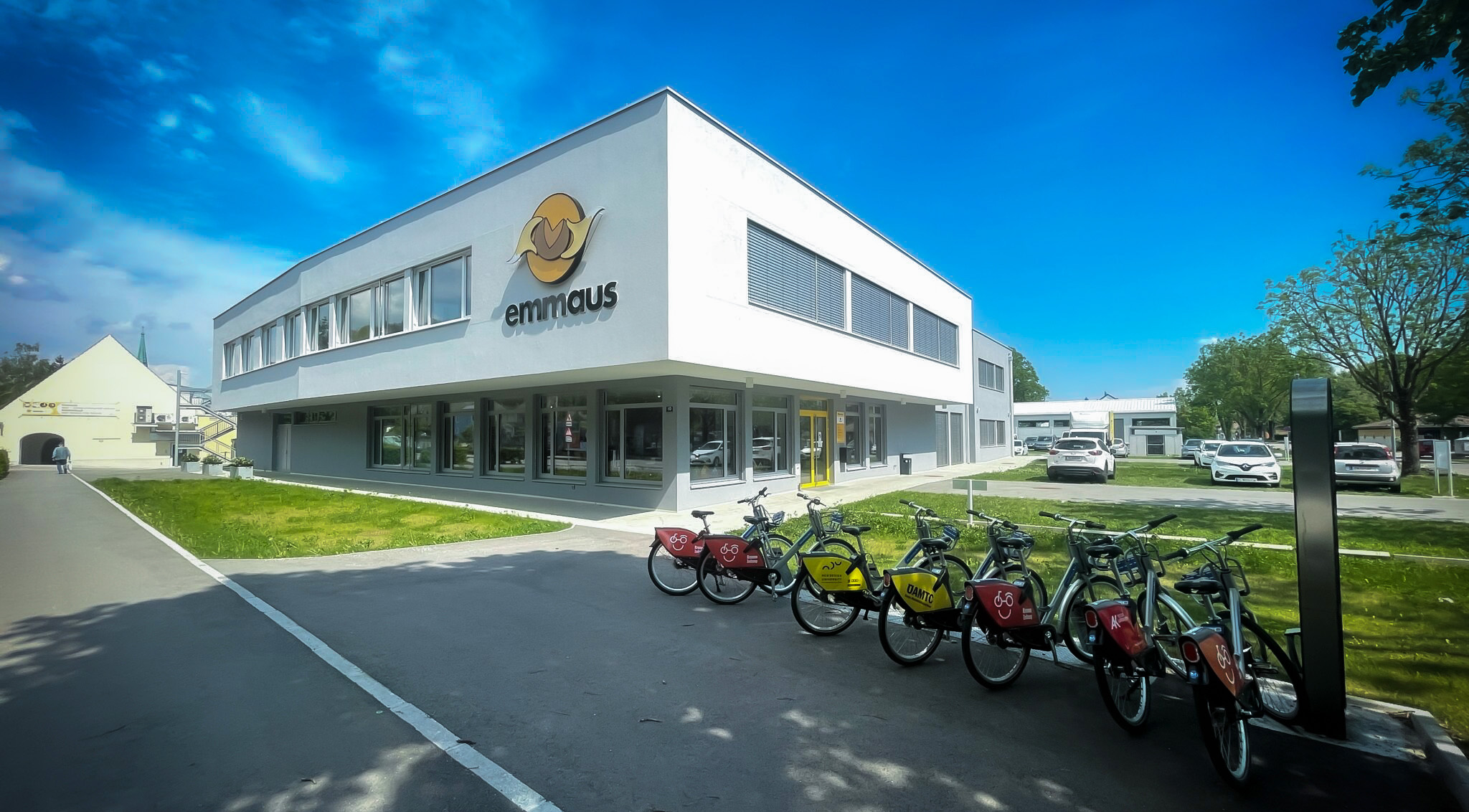
Zentrale in Viehofen

Die Emmausgemeinschaft St. Pölten ist ein Verein zur Integration sozial benachteiligter Personen und betreibt an sieben Standorten in St. Pölten unterschiedliche Einrichtungen für Menschen in prekären Lebenssituationen. Dazu gehören Notschlafstellen, Tageszentren, Wohnheime, eine Beratungsstelle, Arbeits- und Beschäftigungsplätze sowie Tagesstättenplätze für Frauen, Männer und Jugendliche.

## Geschichte
Die Emmausgemeinschaft St. Pölten wurde im Jahr 1982, mit Unterstützung der Caritas St. Pölten, vom Theologen und Sozialarbeiter Karl Rottenschlager gegründet. Bei Emmaus ist die Gemeinschaft als Ort der Versöhnung, Heilung, Zuwendung, Zugehörigkeit, gegenseitiger Liebe, Vergeben und des Wachstums definiert. Das Emmaus-Logo reflektiert die Tischgemeinschaft, es zeigt zwei Brot brechende Hände, Symbol für das Teilen bzw. die Nächstenliebe.

## Allgemeines
Die Einrichtungen der Emmausgemeinschaft St. Pölten stehen allen offen, sowohl Menschen, die sozial benachteiligt sind oder Schwierigkeiten haben, Arbeit oder eine Wohnung zu finden. Die Klienten von Emmaus sind akut Obdachlose und Menschen, die von Wohnungslosigkeit bedroht sind. Außerdem Personen, die psychisch beeinträchtigt oder erkrankt sind, Suchtkranke oder Menschen, die aus dysfunktionalen Familiensystemen kommen. Ebenso wie Langzeitbeschäftigungslose und Personen, die aufgrund ihres Alters, ihrer beruflichen Qualifikation oder gesundheitlichen Beeinträchtigung nur schwer auf dem Arbeitsmarkt Fuß fassen können, aber auch Frauen, Männer und Jugendliche, die bedingt verurteilt wurden oder von Straffälligkeit bedroht sind, sowie Haftentlassene, die weder Arbeit noch Quartier besitzen. Das pädagogische Stufenmodell von Emmaus erleichtert den Klienten die Neuorientierung und unterstützt beim Erarbeiten neuer Lebensperspektiven. Finanziert wird der Verein durch Eigenerwirtschaftung, Spenden sowie Subventionen vom Land Niederösterreich, dem Arbeitsmarktservice Niederösterreich, dem Bundesministerium für Justiz und der Stadt St. Pölten.

### Arbeitsangebote
Im Bereich „Arbeit“ sind die Angebote der Sozialökonomischen Betriebe sowie der Tagesstätten und einer Beratungsstelle angesiedelt.
- Sozialökonomische Betriebe (kurz: SÖB) sind vom Arbeitsmarktservice geförderte, gemeinnützige Unternehmen, die zeitlich befristete, kollektivvertraglich bezahlte, sogenannte Transitarbeitsplätze, für arbeitsmarktferne und langzeitbeschäftigungslose Menschen zur Verfügung stellen. Während der Zeit in einem sozialökonomischen Betrieb stehen den Transitmitarbeitern qualifizierte Mitarbeiter zur Seite, die sie fachlich anleiten und dabei unterstützen, ihre Fähigkeiten zu entwickeln, Probleme im persönlichen Umfeld zu lösen, Vermittlungshemmnisse zu lindern oder zu beseitigen und schließlich eine dauerhafte Beschäftigung zu finden. Eine umfassende sozialarbeiterische berufsintegrative Beratung und Betreuung der befristet beschäftigten Transitmitarbeiter, wie auch Schulungsangebote begleiten den Arbeitsprozess.
- Altwaren: Gespendete Möbel, Geschirr, Hausrat oder Bücher werden abgeholt und für den Verkauf sortiert.
- Kunstwerkstatt: Es werden unterschiedlichste Emaille- und Holzprodukte und Werkstücke aus Tiffany-Glas angefertigt sowie Siebdruck durchgeführt.
- Transporte: Wohnungen und Häuser werden entrümpelt oder geräumt und Übersiedelungen bzw. Kleintransporte durchgeführt.

Nach Vermittlung durch das Arbeitsmarktservice AMS NÖ (Geschäftsstellen St. Pölten, Lilienfeld oder Melk) findet ein Vorstellungsgespräch bei Emmaus statt, um die Angebote vorzustellen und um zu klären, ob es einen geeigneten Platz gibt.

### Tagesstätten
Die Teilhabe am Arbeitsleben ist für Gesundheit und Wohlbefinden wichtig. Ziel der Tagesstätten ist die konkrete Hilfestellung für die Rückkehr an den Arbeitsplatz zu leisten und realistische berufliche Perspektiven zu eröffnen. Auch eine längerfristige bzw. unbefristete Teilnahme im Sinne einer Tagesstruktur mit Arbeitscharakter ist möglich.
Das Angebot zur Begleitung und Förderung von Menschen mit psychischer Erkrankung umfasst folgende Bereiche in Form von Tagesstätten:
- CityFarm (30 Plätze)
- Viehofen (57 Plätze)
- Kochwerkstatt (7 Plätze)
- emmaus-Beratungsstelle: Neben den Arbeits- und Wohnangeboten ist die Beratungsstelle seit dem Jahr 2007 ein wichtiges Bindeglied für Klienten. Die Beratung selbst ist kostenlos, freiwillig, unterstützend und vertraulich. Es können ein bis zwei Gespräche monatlich in Anspruch genommen werden. Die Voraussetzung für eine Beratung ist eine Vormerkung beim AMS St. Pölten.

### Wohnangebote
Der Bereich „Wohnen“ ist der zweite zentrale Bereich und vereint die Angebote an Notschlafstellen, Tageszentren und Wohnheimen.

### Verkauf
- emmaus-Flohmarkt: Der emmaus-Flohmarkt hat bereits eine lange Tradition und findet seit 7. April 1990 jeden ersten Samstag im Monat am Standort Viehofen statt. Besonders ist die Betreuung des Flohmarktes durch viele freiwillige Helfer, die zum Teil seit über 30 Jahren im Team sind.
- Altwarenhandel: Der Altwarenhandel bietet Möbel und Haushaltsgeräte an.
- Sozialverkauf: Der Sozialverkauf findet jeden Freitag von 13 bis 15 Uhr statt. Kostenvoranschläge für die Sozialabteilungen des Magistrats und der Bezirkshauptmannschaft, Caritas, Diakonie, Sachwalterschaften und das Rote Kreuz können in diesem Zeitraum eingeholt werden.

### Dienstleistungen
Die Emmausgemeinschaft St. Pölten bietet u a. Dienstleistungen beim Entrümpeln oder Gartenarbeiten für Privatpersonen und Firmen an.

## Tochtergesellschaften
- soogut Märkte: Die SAM NÖ GmbH ist eine Tochtergesellschaft der Emmausgemeinschaft St. Pölten und betreibt die soogut-Sozialmärkte. Zielgruppe der soogut-Märkte sind arbeitsmarktferne Personen sowie Menschen mit geringem Einkommen, die in den sieben Märkten oder an 3 Verkaufsstellen in Niederösterreich günstig einkaufen können. „soogut“ versorgt in Niederösterreich etwa 27.000 Menschen, darunter 11.000 in Armut lebende Kinder.
- Antlas: Die Antlas GesmbH ist die zweite Tochtergesellschaft der Emmausgemeinschaft St. Pölten als Mehrheitseigentümer. Die Arbeitsbereiche von Antlas sind die Produktionsschule Zentralraum (ProZent), die Jugendwohngruppe Masala, BeVe (Begleitete Verselbstständigung), Außenwohnungen für unbegleitete minderjährige Flüchtlinge, die Jugendsuchtberatung sowie die Wohn- und Tagesbetreuung am Antlashof in Hofstetten.

## Publikationen
- Karl Rottenschlager: Emmaus. Oasen in einer Gesellschaft mit beschränkter Hoffnung. Illustrationen von Franz Marsam, Landesverlag Pressehaus NÖ, St. Pölten 1988, ISBN 3-85326-873-0.
- Karl Rottenschlager: Gewalt endet, wo Liebe beginnt. Ausgestoßene in heilender Gemeinschaft. Landesverlag Pressehaus NÖ, St. Pölten 1994, ISBN 3-85326-008-X.
- Karl Rottenschlager: Es gibt keinen hoffnungslosen Fall. Das sozialpädagogische Konzept der Emmausgemeinschaft St. Pölten. Landesverlag Pressehaus NÖ, St. Pölten 1997, ISBN 3-85326-083-7.
- Karl Rottenschlager: Emmaus. Oase in einer Gesellschaft mit beschränkter Hoffnung. Landesverlag Pressehaus NÖ, St. Pölten 1999, ISBN 3-85214-749-2.
- Karl Rottenschlager, Walter Feninger, Ernst Punz: Jedem Menschen seine Würde. 20 Jahre Emmaus. Landesverlag Pressehaus NÖ, St. Pölten 2002, ISBN 3-85214-769-7.
- Karl Rottenschlager, Walter Feninger, Bernhard Herzberger: Orte der Hoffnung. 25 Jahre Emmausgemeinschaft St. Pölten. Verlag Emmausgemeinschaft, St. Pölten 2007, ISBN 978-3-9502410-0-6.
- Karl Langer, Christian Veith: Ich geh´ mit Dir. Warum soziale Arbeit uns alle angeht. Aufsatzsammlung, Emmaus, St. Pölten 2019, ISBN 978-3-200-06549-9.